# Procesor sygnałowy

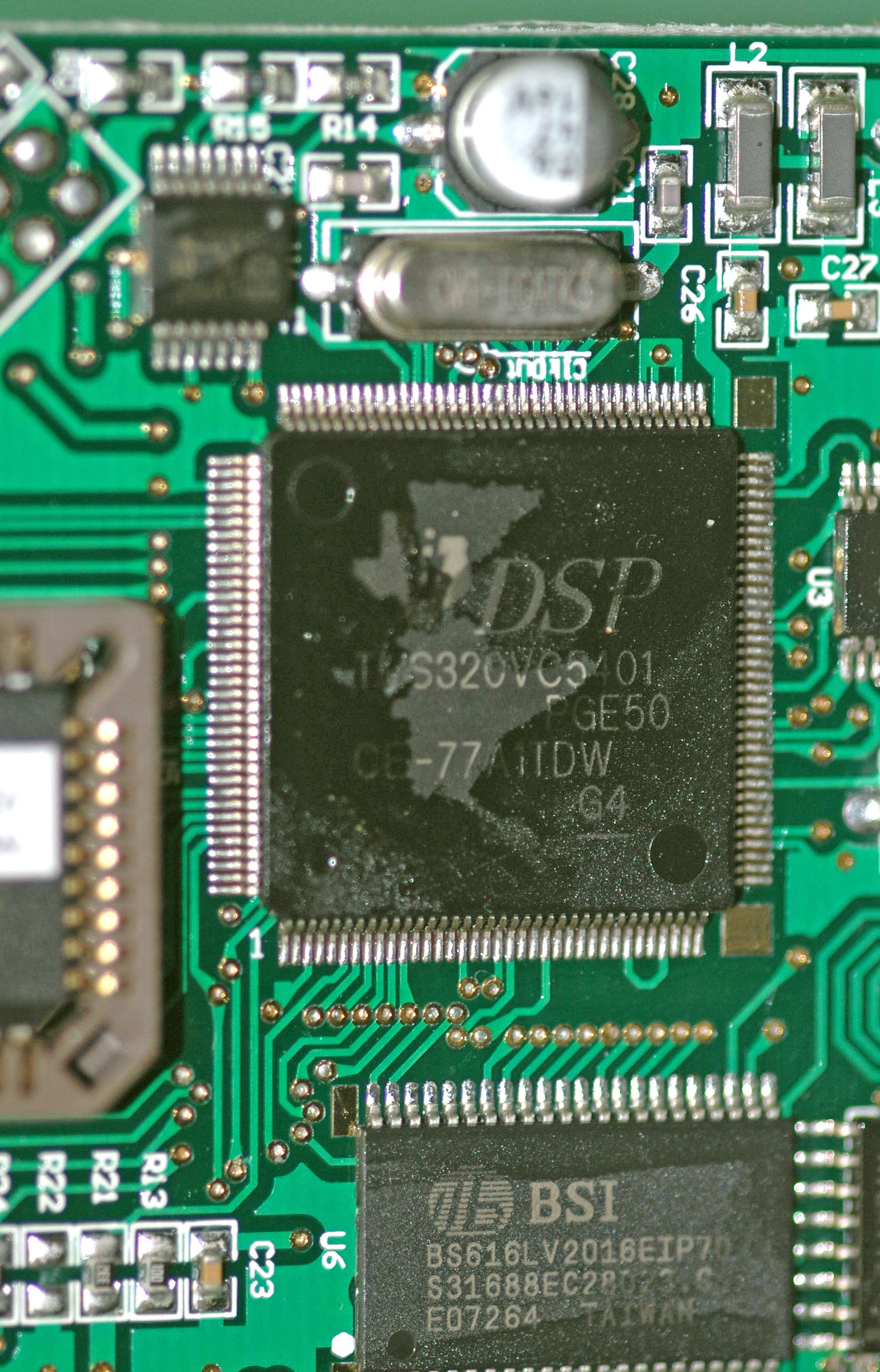
Układ DSP w efekcie gitarowym

Typowa ścieżka, którą przechodzi sygnał w procesorze DSP

Procesor sygnałowy, procesor DSP (od ang. digital signal processor) – klasa specjalizowanych procesorów do cyfrowej obróbki sygnałów. Ich budowa charakteryzuje się posiadaniem osobnych obszarów pamięci przeznaczonych tylko dla programu i tylko dla danych (architektura harwardzka), możliwością równoczesnego pobierania instrukcji programu i danych, sprzętowym wykonywaniem prostych i zaawansowanych operacji występujących najczęściej przy przetwarzaniu sygnałów (np. filtracji FIR i IIR, transformacji Fouriera, korelacji wzajemnej) oraz potokowym przetwarzaniem instrukcji.
Procesory DSP pojawiły się jako odpowiedź na praktyczne zapotrzebowanie układów w zastosowaniach elektroniki przemysłowej.

## Rys historyczny
W 1978 roku, wraz z zabawką edukacyjną Speak & Spell, został wprowadzony układ Texas Instruments TMS5100, będący jej elektronicznym sercem. Był to pierwszy w branży procesor sygnałowy, który także był pierwszym używającym kodowania z predykcja liniową (LPC) do realizacji syntezy mowy. W tym samym roku Intel wprowadził układ aspirujący do klasy DSP – 2920 – określany przez producenta jako „analog signal processor”, jednak nie posiadał on funkcji sprzętowego mnożenia i w rezultacie nie cieszył się dużą popularnością; zawierał procesor, pamięć EPROM, RAM, przetworniki analogowo-cyfrowe (ADC) i cyfrowo-analogowe (DAC) w pojedynczym chipie. 
Pierwszymi samodzielnymi i kompletnymi procesorami DSP, które wprowadzono w roku 1980, były układy NEC µPD7720 i AT&T DSP1 zaprezentowane na International Solid-State Circuits Conference w San Francisco w tym właśnie roku. Oba procesory były inspirowane badaniami nad rozwiązaniami telekomunikacyjnymi w dziedzinie telefonii PSTN.
Innymi znaczącymi pionierami procesorów DSP były układy ADSP2181 produkcji Analog Devices lub TMS32010 z roku 1982 produkcji Texas Instruments.

## Zastosowania
- Cyfrowa telefonia komórkowa
- Telefonia VOIP
- Modemy
- Sprzęt nawigacyjny
- Cyfrowe kamery
- Radary
- Systemy zapobiegania kolizji pojazdów
- Synteza dźwięków muzycznych i efektów dźwiękowych